# Colombe (constellation)
Columba
Pour les articles homonymes, voir Colombe (homonymie).
La Colombe est une petite constellation de l'hémisphère sud, située au sud du Grand Chien et du Lièvre.

## Histoire
La Colombe est une constellation relativement récente. Elle fut introduite en 1603 par Johann Bayer et elle représente la colombe de l'Arche de Noé (sa proximité avec l'ancienne constellation du Navire Argo est sûrement à l'origine de cette dénomination).

## Observation des étoiles

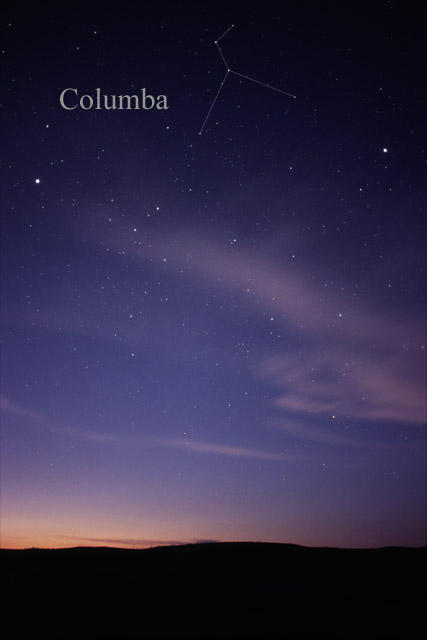
Constellation de la Colombe.

### Repérage de la constellation
La Colombe se situe au Sud-Ouest du Grand Chien et au Nord-Nord-Ouest de Canopus. Elle apparaît initialement sous la forme d'une petite paire d'étoiles de brillance moyenne (mag 3), α (NO) et β (SE).

### Forme de la constellation
La constellation est peu brillante et ne dégage pas de forme très précise. Avec un peu d'imagination, on peut tracer un oiseau à grande patte, qui ressemble donc plus à un échassier qu'à une colombe.
Le bout de la queue de la Colombe, δ Col, est situé juste sous la patte arrière du Grand Chien, ζ CMa, et la limite entre ces deux constellations n'est pas franche : par temps très dégagé, on peut voir que δ Col est au centre d'un petit alignement de trois étoiles, celle du bas est κ Col, mais celle du haut est déjà λ CMa.
Côté sud, η Col (le bout de la patte) se situe à la limite sud de la Colombe, pratiquement à la limite entre la Poupe et le Peintre.

Animation de la constellation Colombe

## Étoiles principales

### Phakt (α Columbae)
L'étoile la plus brillante, Phact (α Col) — également nommée Phaet ou Phad —, est de magnitude apparente 2,65. C'est une étoile bleu-blanc de la séquence principale de type spectral B9Ve très chaude (31 000 K). Elle semble être légèrement variable de façon irrégulière et serait une variable de type γ Cassiopeiae. Elle tourne très rapidement sur elle-même (à près de 200 km/s) et de la matière est parfois éjectée de son équateur, causant ces sautes de luminosité. Elle est en conséquence fortement aplatie.

### µ Columbae
µ Columbae, une étoile bleue en apparence banale, de magnitude apparente 5,18, distante d'environ 1300 années-lumière, est l'une des trois « étoiles évadées » (« runaway stars » en anglais), se déplaçant extrêmement rapidement dans l'espace. Les deux autres étoiles sont AE Aurigae et  53 Arietis et toutes trois semblent s'échapper à environ 100 km/s du même point dans la nébuleuse d'Orion et plus précisément de ι Orionis. Selon une théorie, ces étoiles auraient été à l'origine partie prenante d'un système multiple qui se serait désagrégé lors de l'explosion en supernova de l'un des membres il y a 3 millions d'années, projetant les trois autres étoiles dans des directions différentes.

### Autres étoiles
Wazn ou Wezn (β Columbae) est une étoile géante rouge de magnitude 3,12.
γ Columbae est une étoile binaire dont la composante principale a une magnitude de 4,4. Contrairement à ce que sa désignation de Bayer laisse entendre, elle n'est que la 6e étoile la plus brillante de la constellation.

## Objets célestes
La constellation de la Colombe présente peu d'objets célestes, mais on y trouve néanmoins les galaxies NGC 1792 et NGC 1808 ainsi que l'amas globulaire NGC 1851.